# Росул, Василий Васильевич
Василий Васильевич Росул (род. 1951) — украинский педагог, кандидат педагогических наук, профессор.
Автор ряда научных работ, включая монографии, учебники и пособия.

## Биография
Родился 21 сентября 1951 года в селе Клячаново Мукачевского района Закарпатской области Украинской ССР.
В 1973 году окончил Киевский государственный университет (в настоящее время Киевский национальный университет имени Тараса Шевченко) по специальности «физико-географ, преподаватель географии» и работал учителем географии Киевской средней школы № 106, впоследствии — был учителем, заместителем директора и директором школ № 5, № 20, № 7 и школы-интерната города Мукачево. Потом занимался государственной деятельностью, будучи до распада СССР заместителем председателя Мукачевского горисполкома.
В 1991—1999 годах — заместитель председателя областной госадминистрации Закарпатской области, затем — начальник управления образования и науки Закарпатской областной государственной администрации. В 1997 году защитил кандидатскую диссертацию на тему «Тенденции развития школы и педагогической мысли Закарпатья (XIX—XX век)», которая легла в основу вышедшей в том же году монографии «Школа и образование Закарпатья», соавтором которой был Василий Росул.
С 1999 года В. В. Росул работал директором Мукачевского педагогического училища, который при нём был реорганизован в Мукачевский гуманитарно-педагогический колледж. С мая 2003 года стал ректором Мукачевского гуманитарно-педагогического института, затем работал проректором Закарпатского государственного университета по научно-педагогической работе и гуманитарному образованию, профессором, заведующим кафедрой общественных дисциплин и украинского языка.
За высокопрофессиональную и плодотворную работу в образовательной сфере Закарпатской области в 1997 Василию Росулу было присвоено звание «Заслуженный работник народного образования Украины». Также он был награждён орденом «За заслуги» III степени.